# Reinhard Weis

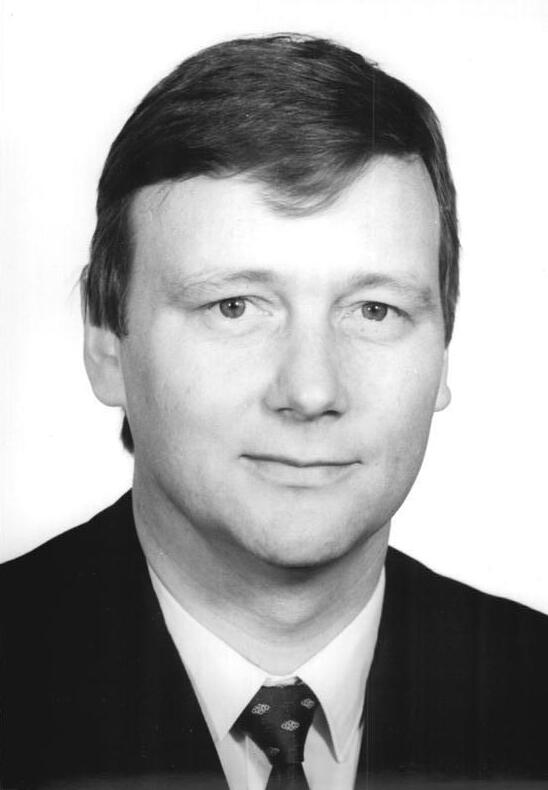
Reinhard Weis, 1990

Reinhard Weis (* 12. März 1949 in Tangermünde) ist ein deutscher Politiker (SPD). Er war von 1990 bis 2005 Mitglied des Deutschen Bundestages.
Er wurde 1990 über die Landesliste der Sozialdemokratischen Partei Deutschlands (SPD) in Sachsen-Anhalt gewählt. Ab 1994 war Weis direkt gewählter Abgeordneter des Wahlkreises Altmark. Bei der Bundestagswahl 2002 erreichte er hier 45,2 % der Erststimmen. Zur Bundestagswahl 2005 kandidierte Weis nicht erneut. Sein Nachfolger als direkt gewählter Abgeordneter wurde Marko Mühlstein.
Vom 18. März bis 2. Oktober 1990 gehörte er der ersten frei gewählten Volkskammer der DDR an.
Reinhard Weis trat im Februar 2008 als SPD-Kandidat bei den Stendaler Oberbürgermeisterwahlen an und unterlag mit 18,1 % der Stimmen.